# Impatiens noli-tangere
Impatiens noli-tangere, é uma planta anual da família das balsamináceas. A espécie possui folhas ovadas, oblongas, flores amarelas, internamente pontuadas de vermelho, e cápsulas fusiformes, explosivas, nativa da Europa. É cultivada como ornamental e por propriedades diuréticas e antidiabéticas. Também é conhecida pelos nomes de balsamina-do-mato, erva-não-me-toques , não-me-toques e  erva-de-santa-catarina.

## Sinônimos
A espécie Impatiens noli-tangere possui 4 sinônimos reconhecidos atualmente.
- Balsamina lutea Delarbre
- Balsamina noli-tangere (L.) Scop.
- Impatiens komarovii Pobed.
- Impatiens lutea Lam.